# Hippocampus denise
Cá ngựa Hippocampus denise (Hippocampus denise) là một loài cá thuộc họ Syngnathidae. Chúng được tìm thấy ngoài khơi miền nam Nhật Bản, Indonesia, miền bắc Úc và New Caledonia. Môi trường sống tự nhiên của chúng là rạn san hô.

## Hình ảnh

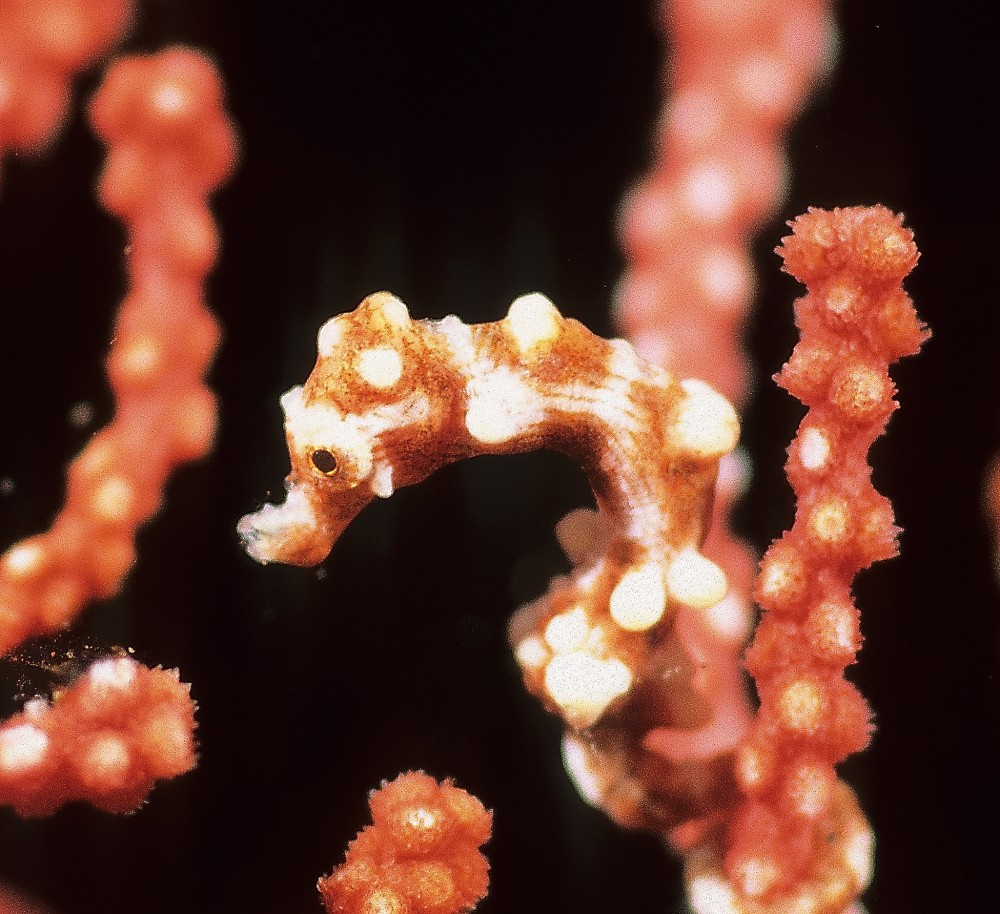
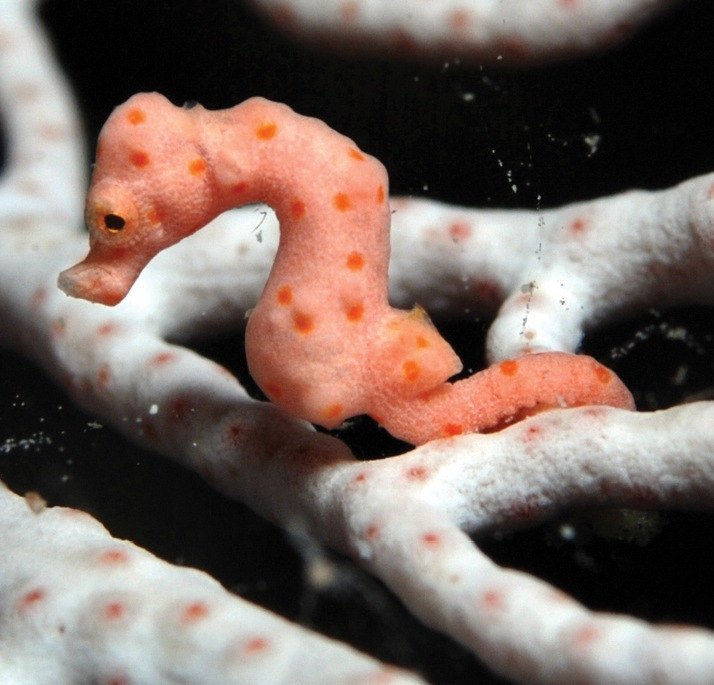
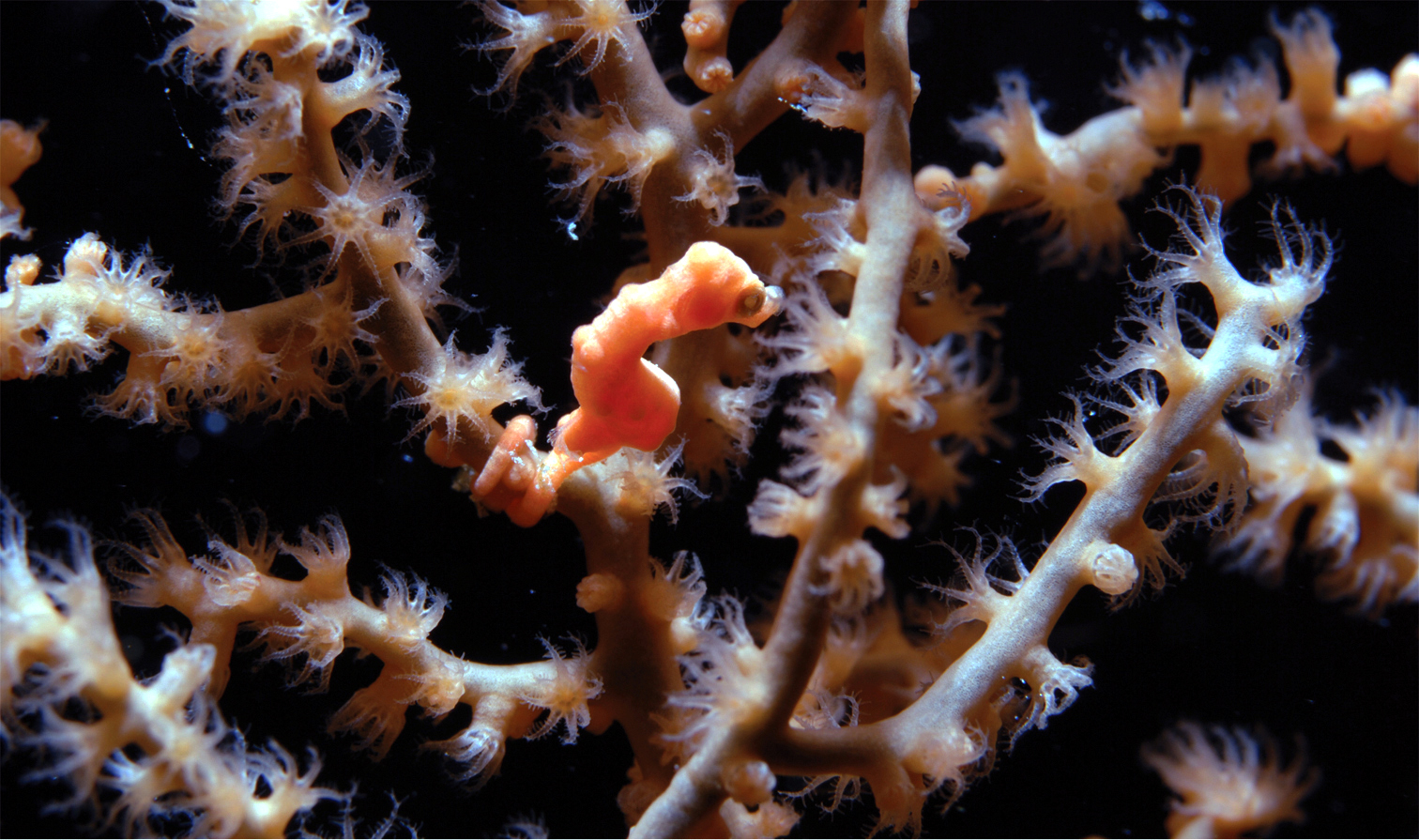
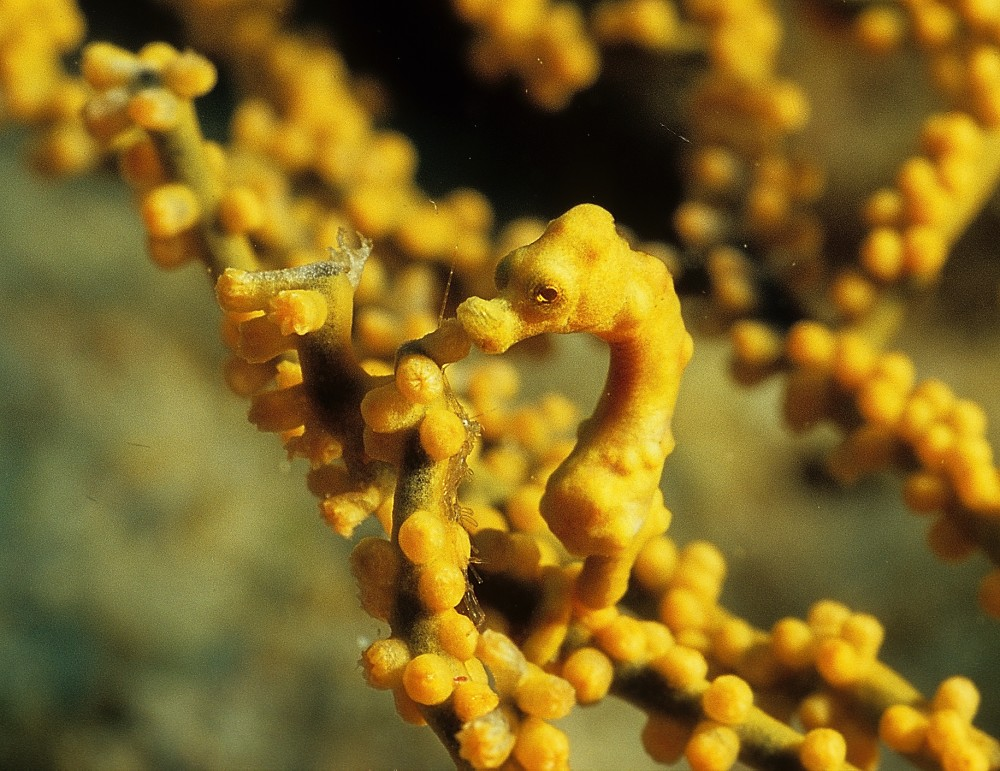